# Haplodrassus tehriensis
Haplodrassus tehriensis är en spindelart som beskrevs av Benoy Krishna Tikader och Gajbe 1977. Haplodrassus tehriensis ingår i släktet Haplodrassus och familjen plattbuksspindlar. Inga underarter finns listade i Catalogue of Life.